# Corner Rise Seamounts
I Corner Rise Seamounts sono una catena di vulcani sottomarini estinti, situata nella parte settentrionale dell'Oceano Atlantico a est dei New England Seamounts. Entrambe le catene sono state formate dall'attività del punto caldo del New England. La catena dei Corner Rise è quella che si trova nelle acque meno profonde del New England; alcune delle sue diciannove vette si elevano a soli 800-900 m di profondità.

## Ambiente acquatico
Molte montagne sottomarine attraggono una ricca fauna ittica dato il loro ambiente particolare, e i Corner Rise Seamounts non fanno eccezione. Erno state identificate oltre 175 specie, tra cui Beryx splendens, Epigonus telescopus, Aphanopus carbo e Polyprionidae, ma la pesca a strascico durante gli anni 1970 e 1980 ha portato alla cattura di oltre 20.000 tonnellate di pesce. Questo portò al blocco della pesca demersale (cioè dei pesci che vivono vicino al fondale oceanico) nell'area della catena sottomarina a partire dal 1 gennaio 1997. Il blocco della pesca doveva inizialmente durare fino al 31 dicembre 2010, ma fu successivamente prorogato fino al 31 dicembre 2020.
Nel 2005 un'indagine condotta dalla Woods Hole Oceanographic Institution trovò che in due vulcani, il Kükenthal e lo Yakutat, il passaggio delle reti a strascico aveva completamente asportato i coralli e la fauna ittica che vive sui fondali. 
Fortunatamente dalla stessa analisi, le cui investigazioni erano state condotte sia sui Corner Rise che sui New England Seamounts, risultò che erano presenti 270 specie di invertebrati e crostacei, delle quali 70 specie viveno esclusivamente nei Corner Rise Seamounts.

## Componenti della catena sottomarina
Le montagne sottomarine che fanno parte della catena dei Corner Rise Seamounts includono:
- Bean Seamount
- Caloosahatchee Seamount con
  - Milne-Edwards Peak
  - Verrill Peak
- Castle Rock Seamount
- Corner Seamount con
  - Goode Peak
  - Kukenthal Peak
- Justus Seamount
- MacGregor Seamount
- Rockaway Seamount
- Yakutat Seamount